# Luis Pérez-Sala
Luis Pérez-Sala Valls-Taberner, španski dirkač Formule 1, *15. maj 1959, Barcelona, Španija.
Luis Perez-Sala je upokojeni španski dirkač Formule 1. Debitiral je v sezoni 1988, ko je kot najboljši rezultat sezone dosegel osmo mesto na dirki ta Veliko nagrado Portugalske. V naslednji sezoni 1989 pa je dosegel šesto mesto na dirki za Veliko nagrado Velike Britanije, kar je njegova edina uvrstitev med dobitnike točk v karieri. Po sezoni 1989 ni več nikoli dirkal v Formuli 1.

## Popolni rezultati Formule 1
(legenda) (odebeljene dirke pomenijo najboljši štartni položaj, poševne pa najhitrejši krog, †-uvrščen kljub odstopu)
| Leto | Moštvo            | Šasija        | Motor       | 1       | 2       | 3       | 4       | 5       | 6        | 7       | 8      | 9       | 10      | 11      | 12      | 13     | 14      | 15      | 16      | Prv | Toč |
| ---- | ----------------- | ------------- | ----------- | ------- | ------- | ------- | ------- | ------- | -------- | ------- | ------ | ------- | ------- | ------- | ------- | ------ | ------- | ------- | ------- | --- | --- |
| 1988 | Lois Minardi Team | Minardi M188  | Cosworth V8 | BRA Ret | SMR 11  | MON Ret | MEH 11  | KAN 13  | VZDA Ret | FRA NC  | VB Ret | NEM DNQ | MAD 10  | BEL DNQ | ITA Ret | POR 8  | ŠPA 12  | JAP 15  | AVS Ret | 22. | 0   |
| 1989 | Lois Minardi Team | Minardi M188B | Cosworth V8 | BRA Ret | SMR Ret | MON Ret |         |         |          |         |        |         |         |         |         |        |         |         |         | 28. | 1   |
| 1989 | Lois Minardi Team | Minardi M189  | Cosworth V8 |         |         |         | MEH DNQ | ZDA Ret | KAN Ret  | FRA DNQ | VB 6   | NEM DNQ | MAD Ret | BEL 15  | ITA 8   | POR 12 | ŠPA Ret | JAP Ret | AVS DNQ | 28. | 1   |